# Hymny šedé síly
Hymny šedé síly (czes. hymny szarej siły) - piąty album czeskiej grupy Umbrtka. Został wydany w roku 2002.

## Lista utworów
1. "Úvodní slovo"
2. "Zdroj všeho šedého"
3. "Průmyslové velkorypadlo"
4. "Litinen Umbran Strojžvart"
5. "Přátelé ve špíně 2"
6. "Nákladní trakce"
7. "Sny z betonu odlité"
8. "Svržení Měsíce"
9. "Dotek Umbrtkův"
10. "Umbrtka Šroubur"
11. "Dělníkům"
12. "Úpan Ježíš"
13. "Transplzeňský Hangár" (muz. Nocturno Culto i Fenriz)
14. "Umbrtkovo tramvaj"
15. "Umbrtkův svět po ránu"
16. "Umbrtka Umbrtkulum"
17. "Na kolejích duší"
18. "Vnitřní vlaky"
19. "Jsou, aby byly"
20. "Umbrtko, ať..."
21. "Synové pahorkatiny"
22. "Můžeš myslet pracujíc"
23. "Prachmatické umění"